# Hirvassaari (ö i Lappland)
Hirvassaari är en ö i Finland. Den ligger i Muonioälven och i kommunen Enontekis i den ekonomiska regionen  Fjäll-Lappland  och landskapet Lappland, i den norra delen av landet, 900 km norr om huvudstaden Helsingfors. Öns area är 1,8 hektar och dess största längd är 280 meter i nord-sydlig riktning.